# Kandanos

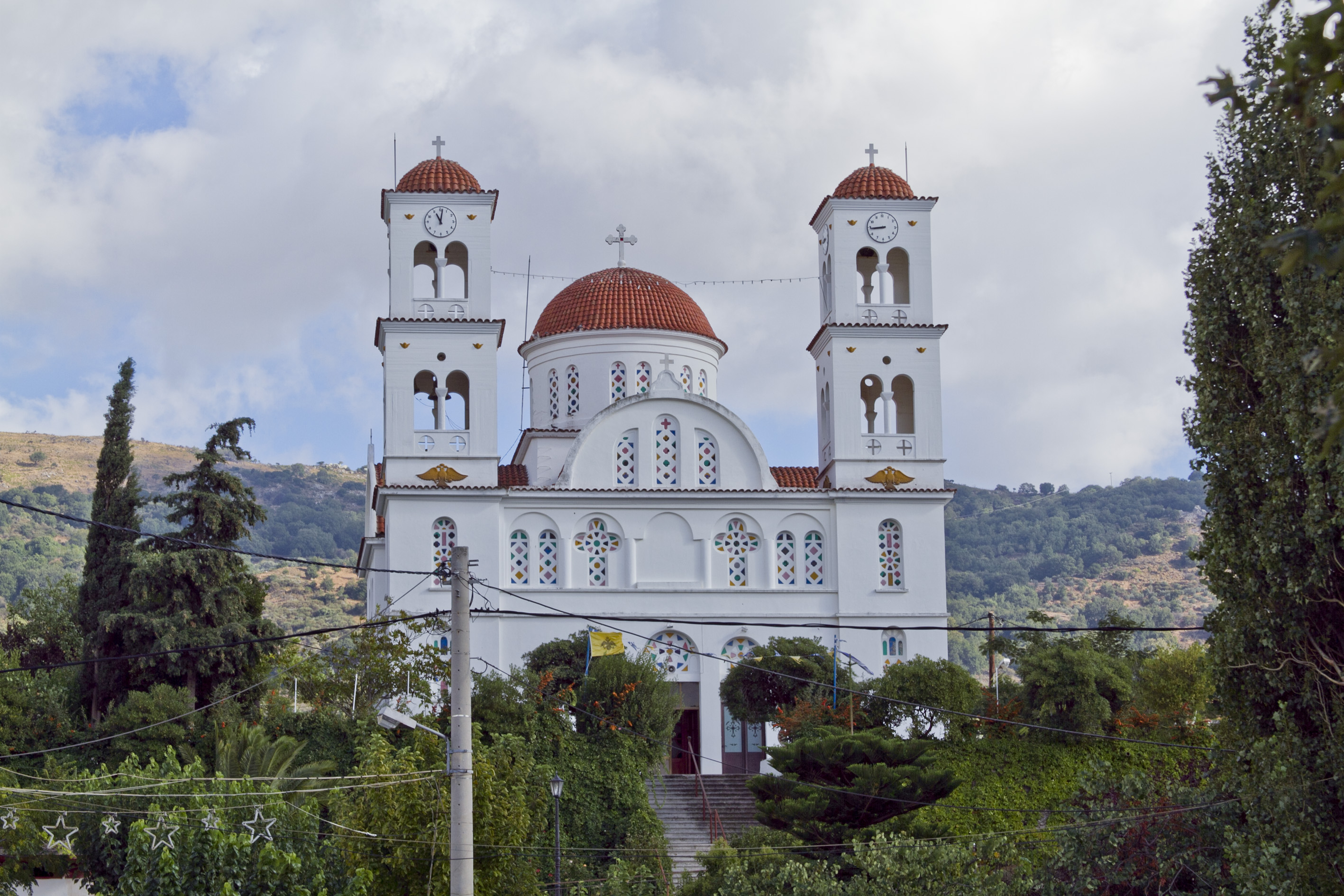
Kirche in Kandanos

Kandanos (griechisch Κάντανος oder Κάνδανος (f. sg.)) ist ein Gemeindebezirk der Gemeinde Kandanos-Selino auf der griechischen Insel Kreta, 58 km südwestlich von Chania. Am Dorfplatz erinnern Gedenktafeln an die Verbrechen der deutschen Wehrmacht im Zweiten Weltkrieg.

## Verwaltung
Das 421 Einwohner zählende Dorf Kandanos wurde zusammen mit einigen umliegenden Siedlungen 1924 als Landgemeinde (kinotita) anerkannt. 1940 wurde die Schreibung Κάντανος offiziell. 1989 erfolgte die Hochstufung zur Stadtgemeinde (dimos), 1997 wurden die Nachbargemeinden Kakodiki und Plemenania eingemeindet. Zum 1. Januar 2011 wurde Kandanos mit Anatoliko Selino und Pelekanos zur neuen Gemeinde Kandanos-Selino fusioniert, wo es seither einen von drei Gemeindebezirken bildet.

## Geschichte

### Antike
Der Ort wird bereits in der Antike als Kantanos erwähnt. In der Spätantike war er Zentrum einer heute untergegangenen Diözese der Römischen Reichskirche. Auf die Tradition dieses Bistums bezieht sich das heutige Titularbistum Cantanus der römisch-katholischen Kirche.

### Verbrechen der deutschen Wehrmacht

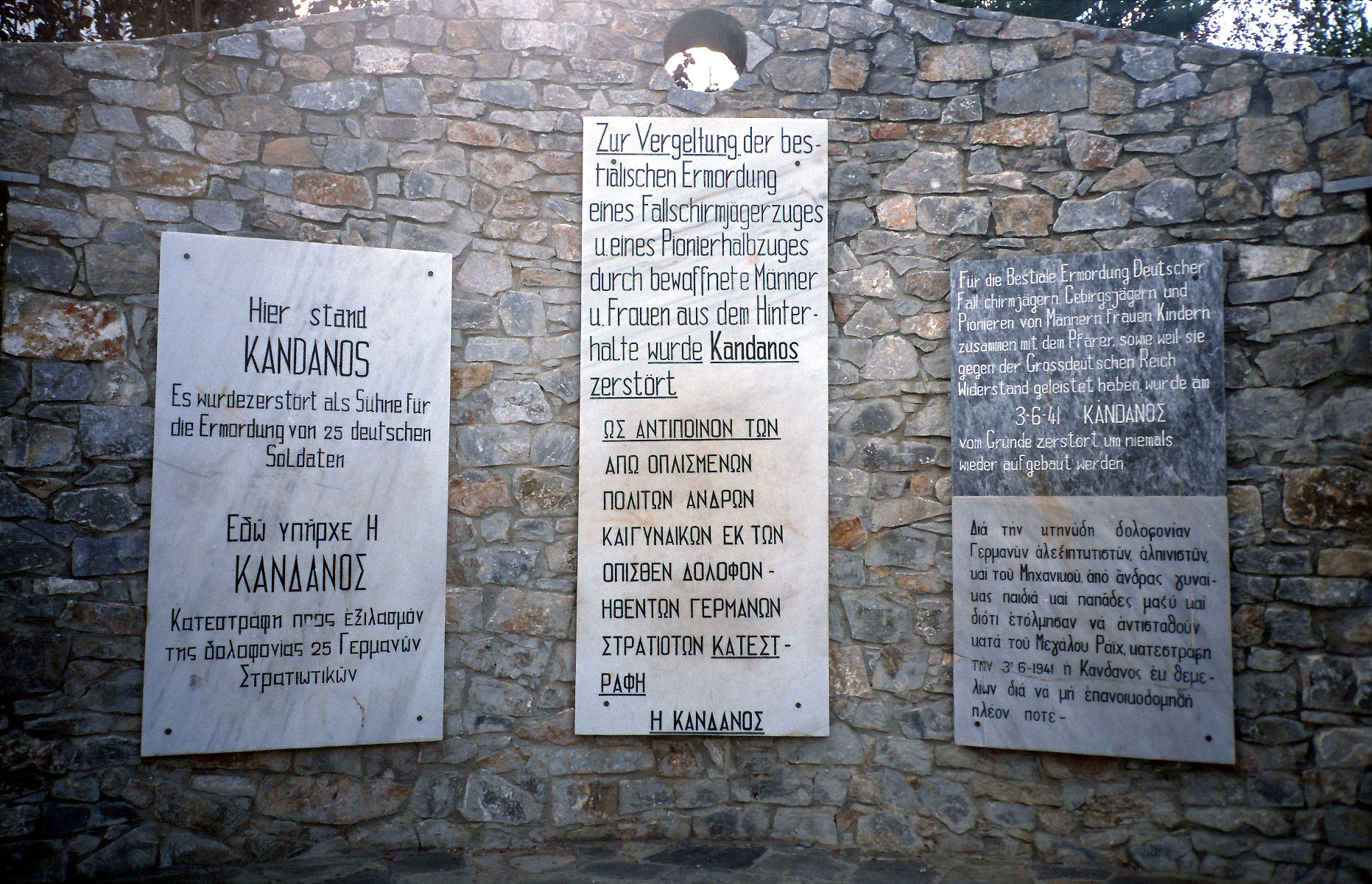
Texttafeln der deutschen Besatzer zur Abschreckung der griechischen Bevölkerung

Der Ort ist heute hauptsächlich durch seine Zerstörung durch die deutschen Besatzer Kretas während des Zweiten Weltkriegs bekannt: Als Vergeltungsmaßnahme für die Tötung von deutschen Soldaten durch einen Hinterhalt kretischer Freiheitskämpfer wurde der Ort auf Befehl von Generaloberst Kurt Student am 3. Juni 1941 dem Erdboden gleichgemacht und mehrere Einwohner ermordet. Die Angaben zur Anzahl der Opfer schwankt zwischen fünf und 300. Zur Erinnerung an dieses Kriegsverbrechen sind Kopien der Originaltafeln, die von den deutschen Besatzern zur Abschreckung aufgestellt wurden, an einem kleinen Gedenkplatz ausgestellt.
Auf diesen drei Tafeln sind folgende Texte zu lesen, die jeweils Deutsch und Griechisch sind. Vorgereiht ist eine Erklärung auf Englisch und Griechisch.

„Für die bestiale Ermordung Deutscher Fallschirmjäger, Gebirgsjäger und Pioniere von Männern, Frauen und Kindern, zusammen mit dem Pfarrer, sowie, weil sie gegen das Grossdeutsche Reich Widerstand geleistet haben, wurde am 3.6.41 KANDANOΣ vom Grunde zerstört um niemals wieder aufgebaut zu werden.“

„Zur Vergeltung der bestialischen Ermordung eines Fallschirmjägerzuges u. eines Pionierhalbzuges durch bewaffnete Männer u. Frauen aus dem Hinterhalte wurde Kandanos zerstört.“

„Hier stand KANDANOS. Es wurde zerstört als Sühne für die Ermordung von 25 deutschen Soldaten.“

Die Aktion Sühnezeichen half später beim Aufbau eines Wasserwerks.

## Besuch des deutschen Bundespräsidenten
Am 31. Oktober 2024 besuchte der deutsche Bundespräsident Frank-Walter Steinmeier Kandanos. Bei einer Ansprache bat er um Vergebung für die deutschen Verbrechen im Zweiten Weltkrieg. Es war der erste Besuch eines deutschen Staatsoberhauptes auf Kreta.

## Siehe auch

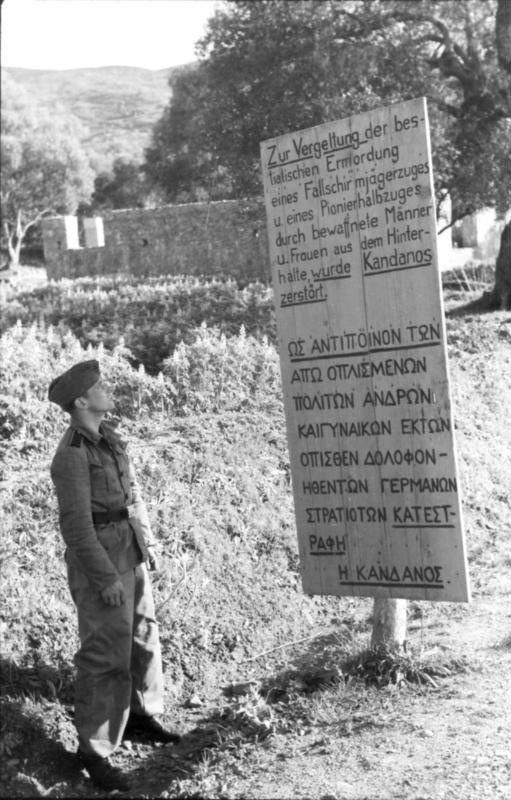
Bekanntmachung der Deutschen nach dem Massaker

## Zitat
„Es ist ein schwerer Weg, als deutscher Bundespräsident an diesen Ort zu kommen und zu reden. Gleichzeitig stimmt auch: Ich kann nicht hier auf Kreta sein, ohne diesen Ort deutscher Scham zu besuchen.“